# Эдбурга Уинчестерская
Святая Эдбурга Уинчестерская (или Эдбурха; англ. Eadburh (Edburga); умерла 15 июня 960) — дочь короля Эдуарда Старшего от третьей супруги Эдгивы Кентской.
Эдбургу стали почитать после её смерти. Впервые она упоминается в Солсберийском псалтыре с начала 970-х годов. В 972 году часть её останков была перевезена в Першорское аббатство в Вустершире, которое посвящено святым Марии, Петру, Павлу и (с того момента) Эдбурге. Её продолжали чтить и в более поздние вренмена, учитывая её жизнеописания, написанные в XIII и XIV веках.
День поминовения — 15 июня.

## Биография

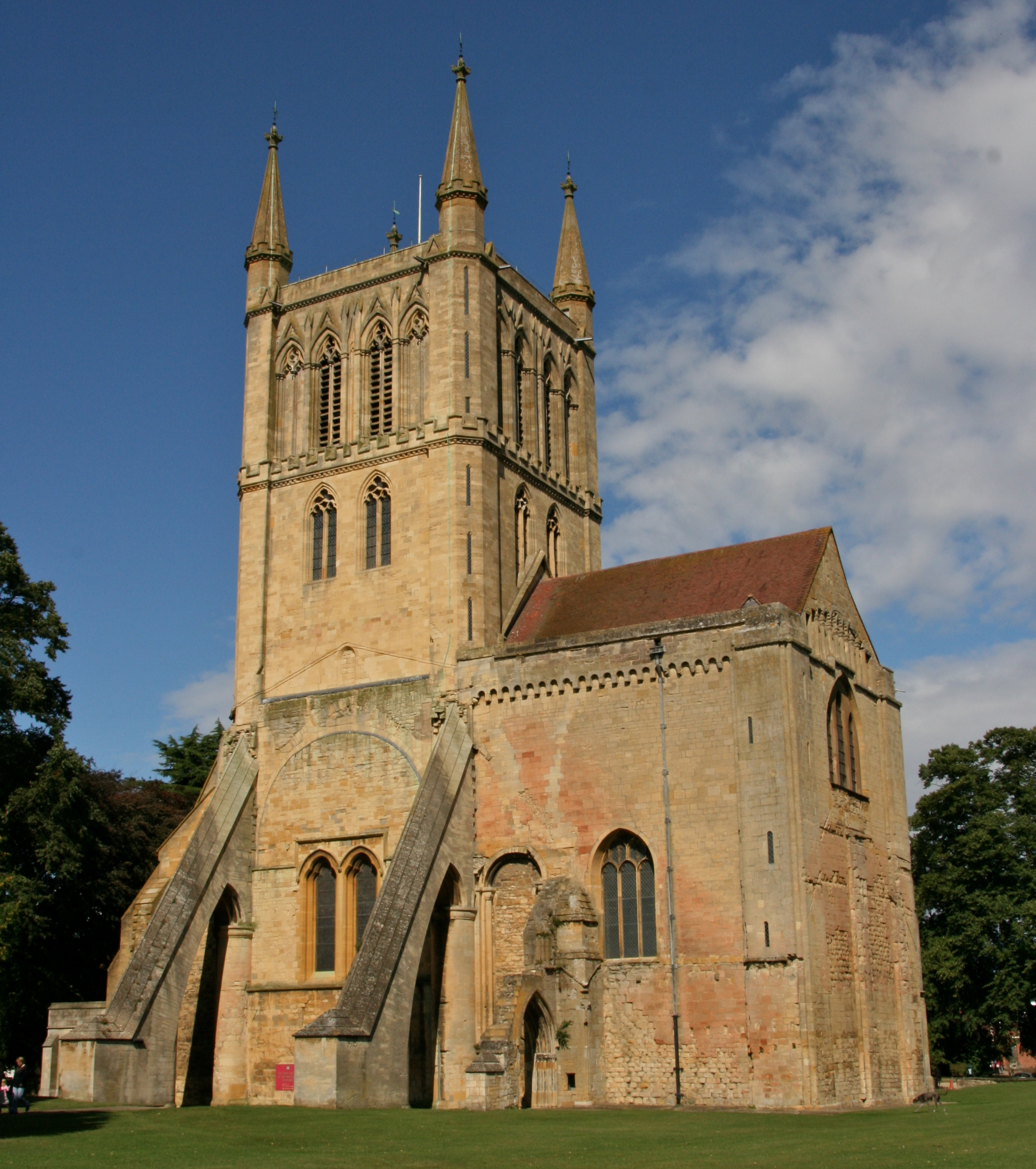
Першорское аббатство, освящённое во имя Эдбурги Уинчестерской

В XII веке приор Вестминстерского аббатства Осберт де Клер написал агиографию Эдбурги на латинском языке (он также написал агиографию святого короля Эдуарда Исповедника). Согласно Осберту, в трёхлетнем возрасте Эдбургу отдали в аббатство святой Марии в Уинчестере, основанное матерью Эдуарда — Эльсвитой. Там Эдбурга получила образование, осталась жить монахиней и умерла, вероятно, до сорока лет.
О её жизни известно мало. В Уинчестерской хартии от 939 года она была бенефициаром земли в Дроксфорде в Гэмпшире, которую её пожаловал единокровный брат — король Этельстан.
Согласно легенде, когда Эдбурге было три года, её отец-король Эдуард не мог решить, посвящать ли жизнь дочери церкви или оставить её жить в миру. Тогда с одной стороны он положил кольца и браслеты, а другой — чашу и Евангелие. Няня принесла ребёнка, и король посадил дочь на колени и предложил выбрать. Девочка выбрала чашу и Евангелие.
В своей агиографии Осберт де Клер описывает не совсем необычные случаи, которые якобы происходили с принцессой. Однажды, когда Эдуард навестил дочь в монастыре, она стала петь для отца. Поражённый пением, он спросил, что он может для неё сделать. Эдбурга попросила пожаловать монастырю поместье в Каннинге, что он и сделал. В другой истории настоятельница застала её за чтением в одиночку, что противоречило правилам монастыря, и избила девушку. Поняв, что перед ней принцесса, а не обычная монахиня, она стала молить её о прощении. В ещё одной истории Эдбурга однажды настояла на том, чтобы почистить обувь своих высокородных компаньонок, которые были поражены до глубины души и даже сообщили королю о неподобающем для леди поведении его дочери.